# Косьмін (Люблінське воєводство)
Косьмін (пол. Kośmin) — село в Польщі, у гміні Жижин Пулавського повіту Люблінського воєводства. Населення — 377 осіб (2011).

## Населення
Демографічна структура станом на 31 березня 2011 року:
|          | Загалом | Допрацездатний вік | Працездатний вік | Постпрацездатний вік |
| -------- | ------- | ------------------ | ---------------- | -------------------- |
| Чоловіки | 197     | 35                 | 140              | 22                   |
| Жінки    | 180     | 30                 | 101              | 49                   |
| Разом    | 377     | 65                 | 241              | 71                   |

## Особистості

### Народилися
- Зофія Коссак-Щуцька (1889—1968) — польська письменниця, учасниця руху Опору.